# Eiður Aron Sigurbjörnsson
Eiður Aron Sigurbjörnsson (26 febbraio 1990) è un calciatore islandese, difensore dell'ÍBV Vestmannæyja.

## Carriera

### Club

#### Prima esperienza all'ÍBV Vestmannæyja
Sigurbjörnsson esordì nell'Úrvalsdeild con la maglia dell'ÍBV Vestmannæyja: il 13 maggio 2009 fu infatti schierato titolare nella sconfitta casalinga per 0-1 contro il Breiðablik. Il 12 luglio realizzò la prima rete nella massima divisione islandese, nel pareggio per 2-2 contro il Keflavík.

#### Örebro
Il 4 agosto 2011, Sigurbjörnsson venne ingaggiato dagli svedesi dell'Örebro, squadra a cui si legò per i successivi due anni e mezzo. Debuttò nell'Allsvenskan in data 7 agosto, subentrando a Nordin Gerzić nella vittoria per 4-0 contro lo Häcken. Rimase in forza all'Örebro per un anno e mezzo.

#### Seconda esperienza all'ÍBV Vestmannæyja
L'11 gennaio 2013 fece ritorno all'ÍBV Vestmannæyja con la formula del prestito. Tornò a calcare i campi da calcio islandesi a partire dal 5 maggio, quando fu titolare nella vittoria per 1-0 sull'ÍA Akranes.

#### Sandnes Ulf
L'11 agosto 2014, passò ai norvegesi del Sandnes Ulf con la formula del prestito.

#### Il rientro all'Örebro
A quattro stagioni dall'ultima presenza con l'Örebro, torna a vestire i colori del club nell'Allsvenskan 2015, in cui gioca 28 delle 30 partite di campionato. A fine anno la dirigenza bianconera rende noto che il contratto in scadenza non sarebbe stato rinnovato.

### Nazionale
Sigurbjörnsson conta 7 presenze per l'Islanda under 21. Esordì il 24 marzo 2011, quando sostituì Hólmar Örn Eyjólfsson all'intervallo dell'amichevole persa per 3-2 contro l'Ucraina under 21.

## Statistiche

### Presenze e reti nei club
Statistiche aggiornate al 1º gennaio 2015.
| Stagione                | Club                    | Campionato              | Campionato | Campionato | Coppe nazionali | Coppe nazionali | Coppe nazionali | Coppe continentali | Coppe continentali | Coppe continentali | Supercoppe | Supercoppe | Supercoppe | Totale | Totale |
| Stagione                | Club                    | Comp                    | Pres       | Reti       | Comp            | Pres            | Reti            | Comp               | Pres               | Reti               | Comp       | Pres       | Reti       | Pres   | Reti   |
| ----------------------- | ----------------------- | ----------------------- | ---------- | ---------- | --------------- | --------------- | --------------- | ------------------ | ------------------ | ------------------ | ---------- | ---------- | ---------- | ------ | ------ |
| 2009                    | ÍBV Vestmannæyja        | UD                      | 19         | 1          | CI+CdL          | ?               | ?               | -                  | -                  | -                  | -          | -          | -          | 19+    | 1+     |
| 2010                    | ÍBV Vestmannæyja        | UD                      | 22         | 2          | CI+CdL          | ?               | ?               | -                  | -                  | -                  | -          | -          | -          | 22+    | 2+     |
| gen.-ago. 2011          | ÍBV Vestmannæyja        | UD                      | 12         | 0          | CI+CdL          | ?               | ?               | UEL                | 2                  | 0                  | -          | -          | -          | 14+    | 0+     |
| ago.-dic. 2011          | Örebro                  | A                       | 7          | 0          | CS              | 1               | 0               | -                  | -                  | -                  | -          | -          | -          | 8      | 0      |
| 2012                    | Örebro                  | A                       | 0          | 0          | CS              | 0               | 0               | -                  | -                  | -                  | -          | -          | -          | 0      | 0      |
| 2013                    | ÍBV Vestmannæyja        | UD                      | 21         | 2          | CI+CdL          | 3+?             | 0+?             | UEL                | 4                  | 0                  | -          | -          | -          | 28+    | 2+     |
| gen.-ago. 2014          | ÍBV Vestmannæyja        | UD                      | 13         | 0          | CI+CdL          | 4+?             | 0+?             | -                  | -                  | -                  | -          | -          | -          | 17+    | 0+     |
| Totale ÍBV Vestmannæyja | Totale ÍBV Vestmannæyja | Totale ÍBV Vestmannæyja | 87         | 5          |                 | 7+              | 0+              |                    | 6                  | 0                  |            | -          | -          | 100+   | 5+     |
| ago.-dic. 2014          | Sandnes Ulf             | ES                      | 8          | 1          | CN              | -               | -               | -                  | -                  | -                  | -          | -          | -          | 8      | 1      |
| 2015                    | Örebro                  | A                       | 28         | 1          | CS              | 4               | 0               | -                  | -                  | -                  | -          | -          | -          | 32     | 1      |
| Totale Örebro           | Totale Örebro           | Totale Örebro           | 35         | 1          |                 | 5               | 0               |                    | -                  | -                  |            | -          | -          | 40     | 1      |
| Totale                  | Totale                  | Totale                  | 130        | 7          |                 | 12+             | 0+              |                    | 6                  | 0                  |            | -          | -          | 120+   | 7+     |

## Palmarès

### Club

#### Competizioni nazionali
- Campionato islandese: 1

Valur: 2020